# Kochstraße (Wernigerode)
Die Kochstraße ist eine der wichtigen Querstraßen in der Altstadt von Wernigerode im Landkreis Harz in Sachsen-Anhalt. Sie verläuft in süd-nördlicher Richtung von der Johann-Sebastian-Bach-Straße, wo sie gemeinsam mit der Marktstraße einmündet, bis zur Unterengengasse.

## Geschichte
Die Kochstraße wurde bis ins 16. Jahrhundert Tescherstraße (wohl Täschner- oder Taschenmacherstraße) genannt und in der ersten Hälfte des 17. Jahrhunderts nach einer Bürgerfamilie auch Maternstraße, seit dem 18. Jahrhundert trägt sie ihren heutigen Namen. Der Teil der Straße zwischen Oberengengasse und der heutigen Johann-Sebastian-Bach-Straße hieß Ritterhöfen und wurde erst Ende des 19. Jahrhunderts ebenfalls umbenannt. Der Name Kochstraße ist auf den in der Straße wohnenden Koch Christian Hildebrandt zurückzuführen. Beim Bombenangriff auf Wernigerode am 22. Februar 1944 wurden viele Gebäude im südlichen Teil der Straße zerstört, dort befinden sich noch heute Freiflächen und Garagen. Die Straße kann als Einbahnstraße mit Kraftfahrzeugen befahren werden.
An der West- und Ostseite der Kochstraße befinden sich mehrere denkmalgeschützte Häuser. Dazu zählen laut Liste der Kulturdenkmale in Wernigerode:
| Lage                  | Bezeichnung             | Beschreibung                                 | Erfassungs- nummer | Ausweisungsart | Bild                    |
| --------------------- | ----------------------- | -------------------------------------------- | ------------------ | -------------- | ----------------------- |
| Kochstraße 17 (Karte) | Wohnhaus                |                                              | 094 02501          | Baudenkmal     | Weitere Bilder          |
| Kochstraße 19 (Karte) | Schule                  |                                              | 094 25429          | Baudenkmal     | Weitere Bilder          |
| Kochstraße 27 (Karte) | Wohnhaus                |                                              | 094 55995          | Baudenkmal     | Wohnhaus                |
| Kochstraße 35 (Karte) | Wohnhaus                |                                              | 094 02502          | Baudenkmal     | Wohnhaus                |
| Kochstraße 43 (Karte) | Wohnhaus                | Kleinstes Haus von Wernigerode, erbaut 1792. | 094 25148          | Baudenkmal     | Weitere Bilder          |
| Kochstraße 45 (Karte) | Wohn- und Geschäftshaus |                                              | 094 02503          | Baudenkmal     | Wohn- und Geschäftshaus |